# Neorhadinorhynchus madagascariensis
Neorhadinorhynchus madagascariensis är en hakmaskart som beskrevs av Yves-Jean Golvan 1969. Neorhadinorhynchus madagascariensis ingår i släktet Neorhadinorhynchus och familjen Cavisomidae. Inga underarter finns listade i Catalogue of Life.